# KEIRINグランプリ2014
KEIRINグランプリ2014（けいりんぐらんぷり・にせんじゅうよん）は、2014年12月30日<火>に岸和田競輪場（大阪府岸和田市）で行われた、KEIRINグランプリの30回目の開催。優勝賞金1億170万円。

## 出場選手
- 当年11月24日に行われた、第56回朝日新聞社杯競輪祭決勝戦終了後、出場選手が決定された[2]。
- 取得賞金順位は当年11月24日時点による。
- 車番については、当年12月17日にJKAから発表された。
- 当年12月18日にはホテル グランパシフィック LE DAIBAで、KEIRINグランプリ2014共同記者会見・前夜祭が行われた。
- 当年12月26日にはホテル アゴーラ リージェンシー堺で、KEIRINグランプリ2014ファンパーティーが行われた。
- KEIRINグランプリ初出場は、稲川翔と岩津裕介の2名。

| 車番   | 選手名     | 登録地 | 出場要件事項                                                    |
| ------ | ---------- | ------ | --------------------------------------------------------------- |
| 1      | 村上義弘   | 京都   | 第67回日本選手権競輪（名古屋競輪場） 優勝                       |
| 2      | 武田豊樹   | 茨城   | 第57回オールスター競輪（前橋競輪場） 優勝                       |
| 3      | 深谷知広   | 愛知   | 第23回寬仁親王牌・世界選手権記念トーナメント（弥彦競輪場） 優勝 |
| 4      | 浅井康太   | 三重   | 取得賞金額 第4位                                                |
| 5      | 村上博幸   | 京都   | 第29回読売新聞社杯全日本選抜競輪（高松競輪場） 優勝             |
| 6      | 岩津裕介   | 岡山   | 取得賞金額 第8位                                                |
| 7      | 平原康多   | 埼玉   | 第56回朝日新聞社杯競輪祭（小倉競輪場） 優勝                     |
| 8      | 神山雄一郎 | 栃木   | 取得賞金額 第6位                                                |
| 9      | 稲川翔     | 大阪   | 第65回高松宮記念杯競輪（宇都宮競輪場） 優勝                     |
| 誘導員 | 前田拓也   | 大阪   |                                                                 |

- 補欠選手は新田祐大（福島）。

## 成績
- 12月30日（火）[3]

| 着順 | 車番 | 選手       | 登録地 | 着差     | 決まり手 | 上がり(秒) | H/B | 特記   |
| ---- | ---- | ---------- | ------ | -------- | -------- | ---------- | --- | ------ |
| 1    | 2    | 武田豊樹   | 茨城   |          | 捲くり   | 11.9       | B   |        |
| 2    | 5    | 村上博幸   | 京都   | 4車身    | 差し     | 11.8       |     |        |
| 3    | 1    | 村上義弘   | 京都   | 1/2車身  |          | 12.0       |     |        |
| 4    | 9    | 稲川翔     | 大阪   | 1/2車輪  |          | 11.8       |     |        |
| 5    | 4    | 浅井康太   | 三重   | 1車身1/2 |          | 12.1       |     |        |
| 6    | 8    | 神山雄一郎 | 栃木   | 3車身    |          | 12.5       |     |        |
| 7    | 7    | 平原康多   | 埼玉   | 大差     |          | 13.8       | H   |        |
| 8    | 3    | 深谷知広   | 愛知   | 大差     |          | 14.1       |     |        |
| 9    | 6    | 岩津裕介   | 岡山   | 大差     |          |            |     | 落再入 |

### 配当金額
| 枠番二連勝複式 | 2=4   | 600円   |
| 枠番二連勝単式 | 2-4   | 1000円  |
| 車番二連勝複式 | 2=5   | 1990円  |
| 車番二連勝単式 | 2-5   | 2890円  |
| 三連勝複式     | 1=2=5 | 2970円  |
| 三連勝単式     | 2-5-1 | 19280円 |
| ワイド         | 2=5   | 620円   |
| ワイド         | 1=2   | 450円   |
| ワイド         | 1=5   | 730円   |

### レース概要
平原が先行態勢に入って最終ホームを通過。深谷の巻き返しは1コーナーの武田のブロックにて万事休す。村上義が武田後位の神山を内から掬いにかかると、ごちゃつきが発生して岩津が落車。必死で外併走を耐えた神山が3コーナーで弾かれた余波で、浅井も後退。 
先行する平原のスピードが鈍り、武田がためらいなくバックから番手捲くりし、後続を引き離したままゴールイン、6度目の挑戦で悲願のグランプリ制覇を達成した（2009年にGI初優勝を果たした地で）。2着は、離れながらも武田を追った村上義の後ろから直線で伸びた村上博。3着は、審議がセーフとなった村上義。

## エピソード
- KEIRINグランプリ（1985年開始）が岸和田競輪場で開催されるのは、今回が初めて。西日本（厳密には首都圏以外）で開催されること自体も初で、従来は立川競輪場（東京）・京王閣競輪場（東京）・平塚競輪場（神奈川）の持ち回りだった。2013年4月17日に決定がJKAから発表された[8]。

- 岸和田は過去、数度のグランプリ誘致活動を実施したものの、諸事情で却下されてきたという。野口聖市長（2期満了し出馬せず2013年12月に退任）による積極的に足を運ぶなどの熱意が、今回ついに実ったという報道もある[9]。

- 地上波中継は「KEIRINグランプリ2014 坂上忍の勝たせてあげたいTV」《日本テレビ系列全国ネット》[10]。解説は加藤慎平、実況は筒井大輔が担当。関東と関西では「直前SP」も深夜帯に放送された[11]。なお、この年の地上波中継はKEIRINグランプリ2014のみだった[注 1]。

- GP当日の有料入場者数は1万1911人[注 2]で、岸和田で有料入場者数が1万人を超えたのは、2009年3月8日の第62回日本選手権競輪最終日（1万1671人）以来だった[12]。

- GP単体の目標は50億円だったが、GP単体の売上は54億6018万1800円だった。

- シリーズ全体の目標額は120億円だったが、シリーズ三日間の総売上は125億7165万5900円[13]となった。

### 競走データ
- 「SS11問題」に関与した選手たちの出場が危ぶまれたが、6月に自粛期間の短縮が決定し、グランプリ出場が可能となった。4選手が出場し、1,2,3,7着となった。

## イメージアーティスト・イメージソング
- 長渕剛 「走る」 - 4月24日に記者発表された[14]。開催PR用のテレビCMにも出演する他、当初は12月30日のレース当日にゲスト出演する予定[15]だったが、当年の紅白歌合戦の出演が決まったため、ガールズグランプリが開催される12月28日に変更。同日、第5レース終了後に行われた「KEIRINグランプリ2014シリーズ開会式」のゲストとして招かれ、そこで「走る」を歌唱した。